# Veikkausliiga 2004
La Veikkausliiga 2004 fu la novantacinquesima edizione della massima serie del campionato finlandese di calcio, la quindicesima come Veikkausliiga. Il campionato, con il formato a girone unico e composto da quattordici squadre, venne vinto dall'Haka. Capocannoniere del torneo fu Antti Pohja, calciatore del Tampere United, con 16 reti realizzate.

## Stagione

### Novità
Dalla Veikkausliiga 2003 vennero retrocessi il KooTeePee e il KuPS, mentre dalla Ykkönen vennero promossi il TP-47 e il RoPS, vincitore dello spareggio contro il KooTeePee. A causa di problemi finanziari non venne confermata la licenza di partecipazione allo Jokerit e venne così ripescato il KooTeePee.

### Formula
Le quattordici squadre si affrontavano due volte nel corso del campionato, per un totale di 26 giornate. La prima classificata era decretata campione di Finlandia e veniva ammessa alla UEFA Champions League 2005-2006. La seconda classificata veniva ammessa alla Coppa UEFA 2005-2006. Se la vincitrice della Suomen Cup, ammessa alla Coppa UEFA 2005-2006, si classificava al secondo posto, anche la terza classificata veniva ammessa alla Coppa UEFA. L'ultima classificata veniva retrocessa direttamente in Ykkönen, mentre la tredicesima classificata affrontava la seconda classificata in Ykkönen in uno spareggio promozione/retrocessione.

## Squadre partecipanti
| Club        | Città        | Stadio                  | Stagione 2003                          |
| ----------- | ------------ | ----------------------- | -------------------------------------- |
| Allianssi   | Vantaa       | ISS Stadion             | 6º posto in Veikkausliiga              |
| Haka        | Valkeakoski  | Tehtaan kenttä          | 2º posto in Veikkausliiga              |
| Hämeenlinna | Hämeenlinna  | Pullerin kenttä         | 11º posto in Veikkausliiga             |
| HJK         | Helsinki     | Finnair Stadium         | Campione di Finlandia                  |
| Inter Turku | Turku        | Kupittaa                | 7º posto in Veikkausliiga              |
| Jaro        | Jakobstad    | Jakobstads centralplan  | 8º posto in Veikkausliiga              |
| Jazz        | Pori         | Porin stadion           | 12º posto in Veikkausliiga             |
| KooTeePee   | Kotka        | Arto Tolsa Areena       | 13º posto in Veikkausliiga (ripescato) |
| Lahti       | Lahti        | Lahden Stadion          | 5º posto in Veikkausliiga              |
| MyPa        | Anjalankoski | Saviniemi               | 4º posto in Veikkausliiga              |
| RoPS        | Rovaniemi    | Rovaniemen Keskuskenttä | 2º posto in Ykkönen                    |
| Tampere Utd | Tampere      | Tammela                 | 3º posto in Veikkausliiga              |
| TP-47       | Tornio       | Pohjan stadion          | 1º posto in Ykkönen                    |
| TPS         | Turku        | Kupittaa                | 9º posto in Veikkausliiga              |

## Classifica finale
|  | Pos. | Squadra     | Pt | G  | V  | N  | P  | GF | GS | DR  |
|  | ---- | ----------- | -- | -- | -- | -- | -- | -- | -- | --- |
|  | 1.   | Haka        | 59 | 26 | 18 | 5  | 3  | 54 | 20 | +34 |
|  | 2.   | Allianssi   | 48 | 26 | 14 | 6  | 6  | 36 | 28 | +8  |
|  | 3.   | Tampere Utd | 47 | 26 | 14 | 5  | 7  | 39 | 24 | +15 |
|  | 4.   | Inter Turku | 44 | 26 | 13 | 5  | 8  | 42 | 34 | +8  |
|  | 5.   | TPS         | 42 | 26 | 12 | 6  | 8  | 36 | 31 | +5  |
|  | 6.   | HJK         | 39 | 26 | 9  | 12 | 5  | 42 | 31 | +11 |
|  | 7.   | Lahti       | 38 | 26 | 9  | 11 | 6  | 37 | 33 | +4  |
|  | 8.   | MyPa        | 35 | 26 | 9  | 8  | 9  | 33 | 31 | +2  |
|  | 9.   | KooTeePee   | 32 | 26 | 8  | 8  | 10 | 28 | 28 | 0   |
|  | 10.  | TP-47       | 28 | 26 | 8  | 4  | 14 | 34 | 44 | -10 |
|  | 11.  | Jaro        | 28 | 26 | 8  | 4  | 14 | 31 | 43 | -12 |
|  | 12.  | RoPS        | 25 | 26 | 7  | 4  | 15 | 28 | 45 | -17 |
|  | 13.  | Jazz        | 19 | 26 | 4  | 7  | 15 | 28 | 53 | -25 |
|  | 14.  | Hämeenlinna | 16 | 26 | 3  | 7  | 16 | 28 | 51 | -23 |

Legenda:
      Campione di Finlandia e ammessa alla UEFA Champions League 2005-2006
      Ammesse in Coppa UEFA 2005-2006
      Ammesse in Coppa Intertoto 2005
 Ammessa allo spareggio promozione-retrocessione
      Retrocesse in Ykkönen
Note:
Tre punti a vittoria, uno a pareggio, zero a sconfitta.

## Spareggio promozione/retrocessione
|               | Risultati |               | Luogo e data              |
| ------------- | --------- | ------------- | ------------------------- |
| IFK Mariehamn | 1-0       | Jazz          | Mariehamn, ? ottobre 2004 |
| Jazz          | 2-2       | IFK Mariehamn | Pori, ? ottobre 2004      |
|               |           |               |                           |

## Statistiche

### Classifica marcatori
| Gol |  |  | Giocatore       | Squadra        |
| --- |  |  | --------------- | -------------- |
| 16  |  |  | Antti Pohja     | Tampere United |
| 11  |  |  | Adriano         | Allianssi      |
| 11  |  |  | Toni Lehtinen   | Haka           |
| 10  |  |  | Valerij Popovič | Haka           |
| 10  |  |  | Sami Ristilä    | Haka           |
| 9   |  |  | Keijo Huusko    | TP-47          |
| 9   |  |  | Pekka Kainu     | TP-47          |
| 9   |  |  | Saku Puhakainen | MyPa           |